# Ivo Jirásek
Ivo Jirásek (født 16. juli 1920 i Prag, Tjekkoslovakiet - død 8. januar 2004) var en tjekkisk komponist, dirigent og lærer.
Jirásek studerede komposition privat hos Otakar Sin, og senere på Musikkonservatoriet i Prag hos Alois Haba og Miroslav Krejci. Han studerede senere direktion privat hos forskellige lærere i Prag. Han var assisterende dirigent for Rafael Kubelik hos det Tjekkiske Symfoniorkester. Jirasek har skrevet 2 symfonier, orkesterværker, kammermusik, operaer, vokalmusik etc. Han underviste også som lærer i komposition privat, og dirigerede mange forskellige orkestre i Tjekkiet.

## Udvalgte værker
- Symfoni nr. 1 (1973-1974) - for Baryton og orkester
- Symfoni nr. 2 "Håbefulde Mor" (1975-1976) - for orkester